# Belgische postzegels
De Belgische postzegels vormen sinds 1849 het frankeersysteem voor brieven in België en worden uitgegeven door bpost.

## Geschiedenis van de postzegel in België

### De eerste Belgische postzegel

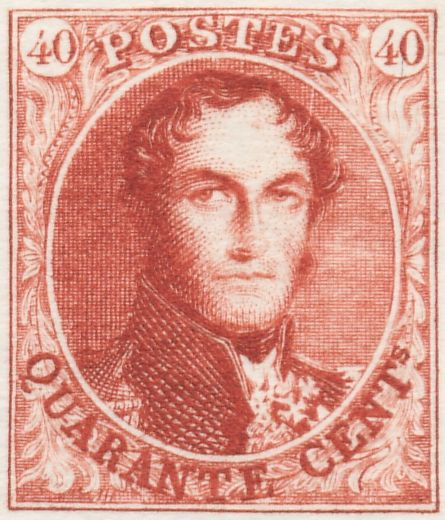
Belgische postzegel met een frankeerwaarde van 40 centiem van het type Medaillons. Deze postzegel werd gebruikt voor zendingen naar het buitenland.

De eerste Belgische postzegel is van het type Epauletten en werd uitgegeven op 1 juli 1849. Het ging om twee uitgaves met de beeltenis van koning Leopold I: een bruine uitgave met een frankeerwaarde van 10 cent en een blauwe uitgave met een frankeerwaarde van 20 cent. Ze werden gedrukt in het Atelier du timbre in Brussel, nabij het station Brussel-Noord. Het ontwerp is naar de hand van Charles Baugniet en werd gegraveerd door Jacob Wiener. De inspiratie voor de afbeelding vond men bij een schilderij van Liéven De Winne. Opmerkelijk is het opschrift van deze zegels enkel POSTES - DIX/VINGT CENT is. De naam van het land, België, werd aanvankelijk dus niet vermeld, iets wat vandaag wel gebruikelijk is. De eerste postzegel met de vermelding BELGIQUE zou pas verschijnen in 1869. Tevens hadden de zegels als watermerk het monogram van de koning.

### 19e eeuw
De 19e eeuw betekende de doorbraak van de postzegel. Nadat de Brit Rowland Hill in 1837 het systeem bedacht waarbij de afzender en niet langer de ontvanger betaalde voor de zending, verscheen in 1840 in het Verenigd Koninkrijk de allereerste postzegel ter wereld: de Penny Black. De eerste Belgische postzegel volgde in 1849. Aanvankelijk zou de variatie beperkt blijven: men voerde bijvoorbeeld geen nieuwe ontwerpen in. Bovendien beperkte men zich tot drie onderwerpen: aanvankelijk enkel de koning, later de Belgische leeuw en tegen het einde van de 19e eeuw ook het Belgisch rijkswapen.

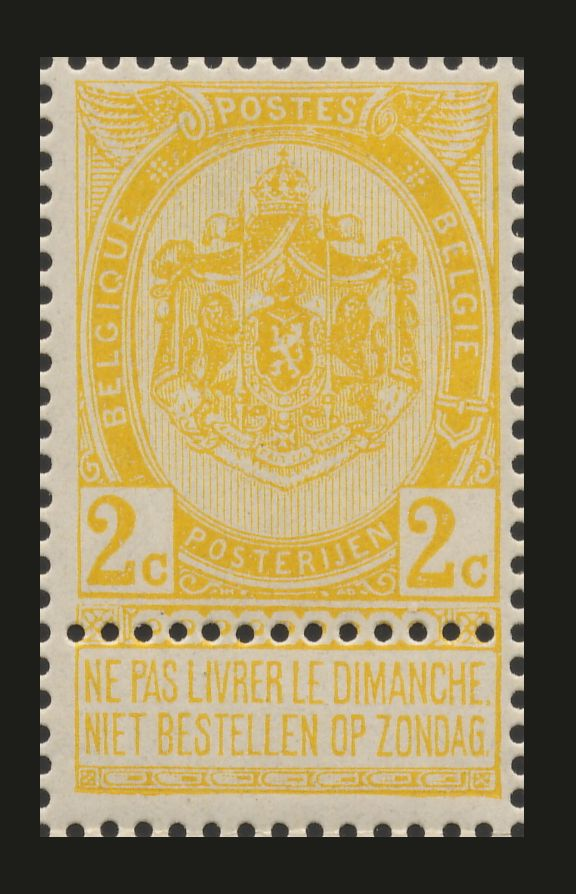
Belgische postzegel uit 1893 met zondagstrookje. Het onderwerp van de zegel is het Belgisch rijkswapen.

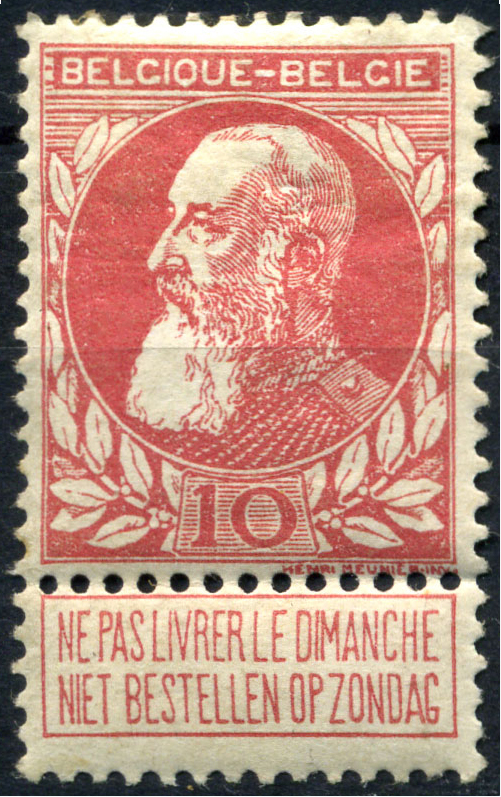
Belgische postzegel uit 1905 met zondagstrookje. De beeltenis is die van koning Leopold II.

Nadat de eerste Belgische postzegel, type Epauletten, verscheen in 1849, volgde in de jaren 1850 een nieuw type met de koninklijke beeltenis, namelijk het type Medaillons. In 1863 verscheen voor het eerst een variatie van dit type in getande vorm. Voordien waren de postzegels immers zonder meer rechthoekig. Net voor het overlijden van koning Leopold I in 1865 startte men met de uitgifte van een derde type, waarbij de eerste vorst van België in zijaanzicht werd geportretteerd. In 1866 verscheen de eerste postzegel die geen afbeelding van de koning had, maar die van een Belgische leeuw.
De eerste uitgiftes met de beeltenis van koning Leopold II volgde in 1869. Op dat moment was die overigens reeds enkele jaren koning: hij legde de grondwettelijke eed reeds af op 17 december 1865. Een nieuwe vorst was niet de enige nieuwigheid op de postzegels vanaf 1869: men vermeldde vanaf dan ook het woord BELGIQUE op de postzegels. De term POSTES werd bovendien regelmatig aan het opschrift toegevoegd. De landsnaam werd hierbij wel enkel in het Frans vermeld. Op 1 juli 1891 verscheen vervolgens de eerste tweetalige postzegel, waarbij de landsnaam in zowel het Frans als in het Nederlands op de postzegels werd weergegeven. Aan het opschrift werden daarbij de Nederlandstalige woorden BELGIË en POSTERIJEN toegevoegd. In hetzelfde jaar verschenen overigens de eerste Belgische telefoonzegels, die onmiddellijk tweetalig waren.
Tot 1893 verschenen er variaties op slechts twee thema's: Leopold II en de Belgische leeuw. In dat jaar volgden twee nieuwe wijzigingen. Ten eerste voerde men  de zondagstrookjes in. Deze werden onmiddellijk in twee talen opgesteld, namelijk het Frans en het Nederlands, al zette men de Franse tekst "Ne pas livrer le dimanche" consequent boven de Nederlandse tekst "Niet bestellen op zondag". Tot 1914 zou iedere postzegeluitgifte een zondagstrookje bevatten. De bedoeling van het zondagstrookje was dat de verzender, door het al dan niet af te scheuren van de postzegel, kon bepalen of de brief ook op zondag mocht afgeleverd worden aan de geadresseerde. Ten tweede voerde men een nieuw onderwerp voor de postzegels in: het Belgisch rijkswapen.
Wat de afstempeling betreft, gebruikte men enige tijd een puntafstempeling, naar Frans voorbeeld. Vooraanstaande ontwerpers van de Belgische postzegels in die tijd waren Henri Hendrickx, Henri Meunier en de Fransman Louis-Eugène Mouchon.
In de beginjaren werden de Belgische postzegels vervaardigd in het Atelier du timbre de Bruxelles in Brussel. Dat veranderde in 1868, toen de productie verhuisde naar de zegeldrukkerij van Mechelen, waar tot op vandaag de Belgische postzegels worden gedrukt. In 1879 sloot België zich aan bij de Wereldpostunie, die vandaag de dag een gespecialiseerde organisatie is binnen de Verenigde Naties.

### Rond de Eerste Wereldoorlog

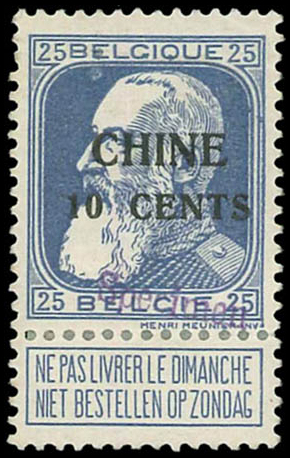
Belgische postzegel met de overdruk "CHINE".

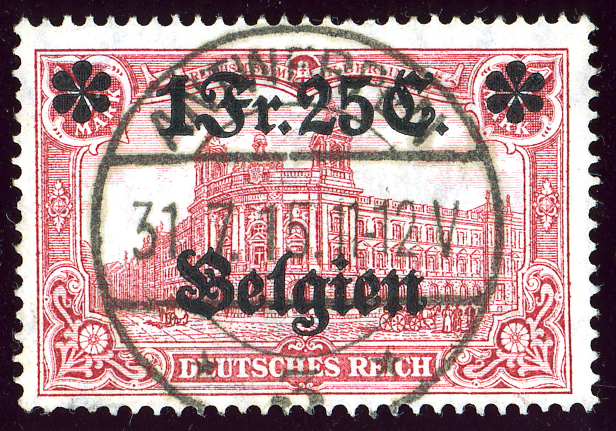
Duitse bezettingszegel, afgestempeld in Antwerpen op 31 juli 1915.

Aan de vooravond van de Eerste Wereldoorlog verschenen de eerste postzegels met een niet-Staatsgerelateerd onderwerp: men gaf zegels uit die dienden als propaganda voor de Wereldtentoonstelling van Antwerpen in 1894 en de Wereldtentoonstelling van 1897 in Brussel. In 1905 volgde er een filatelistisch experiment met Belgische postzegels met als overdruk "CHINE". Dit paste in het kader van de verhoogde Belgische aanwezigheid in het verzwakte China. Rond deze tijd werd overigens de Belgische concessie in Tianjin opgericht (1902).
In 1912 verschenen de eerste uitgiftes met de koninklijke beeltenis van koning Albert I. Ook hij is op dat moment al enige jaren het staatshoofd, sinds 23 december 1909 namelijk. Ter vergelijking: koning Filip betrad de troon op 21 juli 2013 en kon de eerste postzegels met zijn afbeelding reeds goedkeuren voor drukken in de zegeldrukkerij van Mechelen op 13 oktober van datzelfde jaar.
Na de Duitse oorlogsverklaring aan België op 4 augustus 1914 en de bezetting van merendeel van het Belgische grondgebied verschenen er postzegels met een toeslag ten voordele van het Rode Kruis. Door de oorlogsomstandigheden werden niet langer alle postzegels gedrukt in Mechelen, maar ook in Londen en Parijs. Tijdens de oorlog verschenen er geen Belgische zegels meer in het bezette deel van België. In de plaats daarvan voerde de Duitse bezetter Duitse postzegels in, met een opdruk "Belgien". In het filatelistisch jargon noemt men deze postzegels de bezettingszegels.
Na de oorlog verscheen er een nieuwe reeks, de Bevrijdingszegels, met daarop koning Albert I in legeruniform, inclusief helm. Daardoor werd de Franse benaming van dit type de série Roi Casqué.

### Interbellum

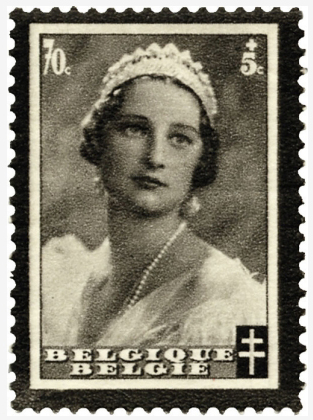
Rouwzegel van koningin Astrid uit 1935, met een toeslag ten voordele van de tuberculosebestrijding, te herkennen aan het kruis van Kruis van Lotharingen rechtsonder.

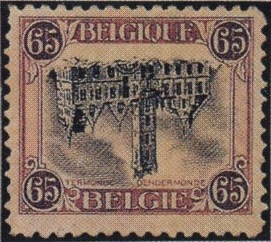
De Omgekeerde Dendermonde.

Na de Eerste Wereldoorlog neemt de variatie in de onderwerpen geleidelijk aan toe, met onder meer zegels over de Olympische Spelen van 1920 in Antwerpen en zegels ten voordele van de oorlogsinvaliden en de tuberculosebestrijding. Kenmerkend voor die laatste was dat er steeds een Kruis van Lotharingen werd afgebeeld op de postzegel. De koninklijke beeltenis of het staatswapen bleven wel de overwegende onderwerpen. Uit deze tijd stamt ook de Belgische postzegel met de hoogste cataloguswaarde: de Omgekeerde Dendermonde. Door een fout in de drukkerij werd op een zegel van 65 cent de afbeelding van het stadhuis verkeerdelijk ondersteboven in het kader gedrukt. De fout werd te laat opgemerkt: er waren reeds exemplaren van verkocht. De cataloguswaarde bedraagt heden ten dage € 130.000,00. Van de eerste oplage zijn momenteel 17 exemplaren bekend, 15 postfrisse en 2 afgestempelde. Een exemplaar werd onder grootschalige beveiliging tentoongesteld op de beurs Antverpia in Antwerp Expo in 2010.

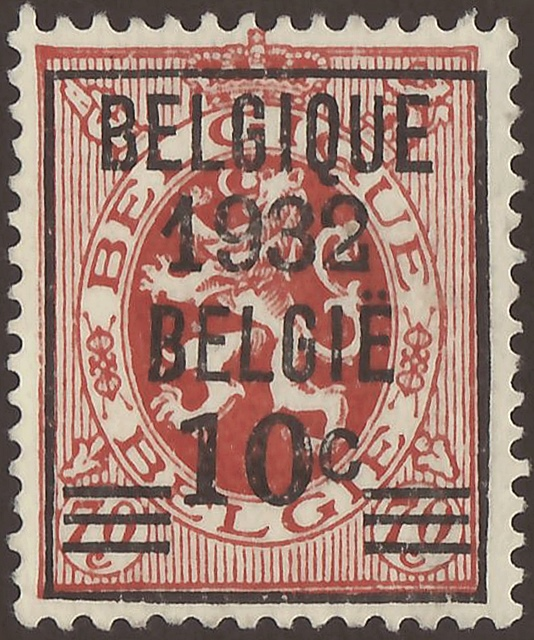
Voorafgestempelde postzegel uit 1932.

In 1926 werd voor het eerst een vrouw afgebeeld op een postzegel. Het ging om koningin Elisabeth, de echtgenote van koning Albert I. Rond die periode kwamen ook de eerste postzegels uit met een toeslag ten voordele van de heropbouw van de Abdij van Orval. Deze reeks postzegels zijn een typerende reeks voor de Belgische filatelie gedurende het Interbellum. Ook voorafgestempelde zegels deden in die periode hun intrede.
Enkele maanden na zijn troonsbestijging verschenen de eerste zegels met de koninklijke beeltenis van koning Leopold III. Ook in de jaren 1930 zijn er veel zegels met een toeslag voor tuberculosebestrijding, vaak met de afbeelding van leden van de koninklijke familie.
In 1934 werd voor het eerst een rouwzegel uitgegeven, naar aanleiding van het overlijden van koning Albert I na een klimongeluk in Marche-les-Dames in februari van dat jaar. Een tweede uitgifte van een koninklijke rouwzegel volgde één jaar later, in 1935, bij het overlijden van koningin Astrid na een dodelijk ongeval in het Zwitserse Küssnacht. Sindsdien wordt bij elk overlijden van een Koning of Koningin der Belgen een rouwzegel uitgebracht, die doorgaans een grijze of zwarte kleur hebben. De laatste keer gebeurde dit naar aanleiding van het overlijden van koningin Fabiola in 2014. Hierbij werd overigens voor het eerst niet één postzegel uitgegeven, maar een postzegelreeks van vijf zegels.

### Rond de Tweede Wereldoorlog
Gedurende de Tweede Wereldoorlog daalde het aandeel van uitgaves met een koninklijke beeltenis of het staatswapen erop. De postzegels werden quasi-unaniem aan vier liefdadigheidswerken gewijd: Winterhulp, de tuberculosebestrijding, krijgsgevangenen en de Abdij van Orval.

### Naoorlogse periode

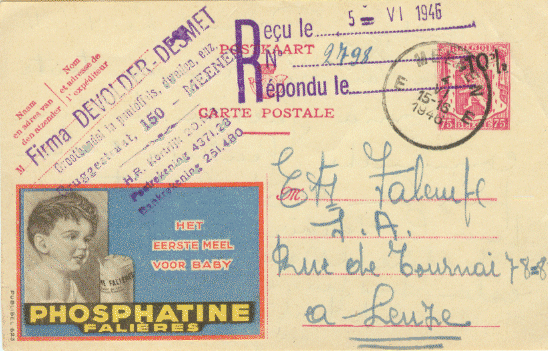
Postkaart met de opdruk van de waardevermindering van −10%.

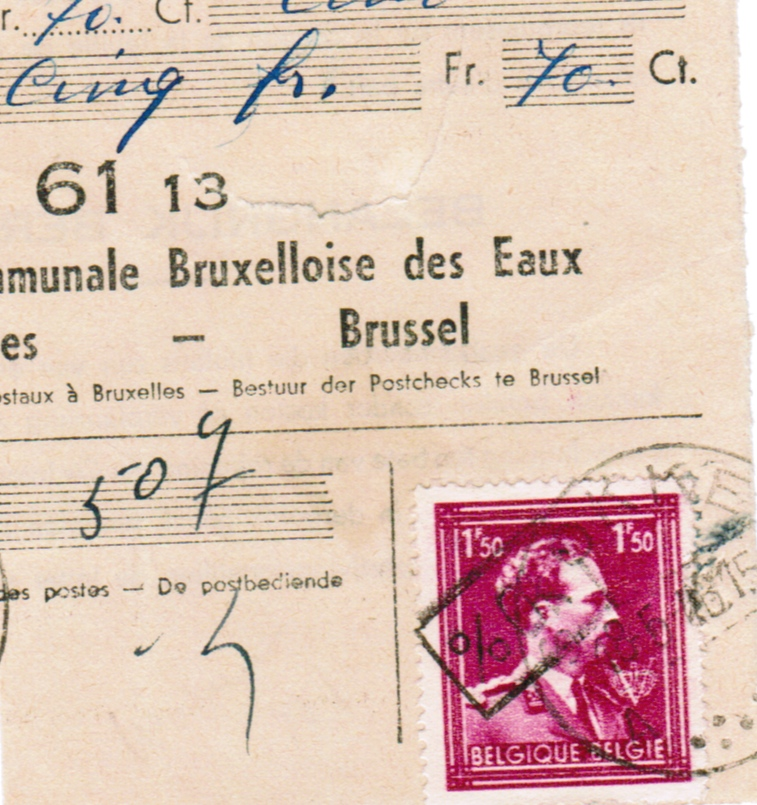
Postzegel met koninklijke beeltenis van Leopold III met de opdruk van de waardevermindering −10%.

Na de bevrijding in 1944-1945 verschenen er opnieuw meer zegels met de koninklijke beeltenis van Leopold III en met het staatswapen, zij het met deflatoire opdrukken, zoals "−10%". Overigens verschenen er postzegels van Leopold III terwijl deze niet in België verbleef: op 7 juni 1944 was deze immers met zijn gezin gedeporteerd naar nazi-Duitsland. Zijn jongere broer Karel werd daarom tijdelijk als regent aangesteld. Vanwege de Koningskwestie en de daaruit volgende lange duur van dit regentschap maakte men reeds proefdrukken van postzegels met de beeltenis van de regent. Deze zijn echter nooit in omloop gebracht, maar wekken desalniettemin interesse op bij verzamelaars.
Kort na de oorlog werden de eerste zegels uit de reeks "Portretten van de Senaat" op de markt gebracht. Gedurende de volgende jaren brachten de posterijen verscheidene malen nieuwe zegels in deze reeks uit. Ze tonen de portretten die het halfrond van de plenaire vergaderzaal van de Senaat versieren.

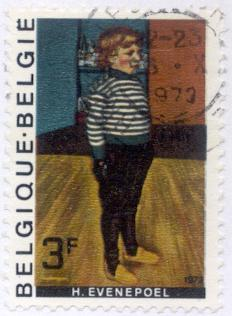
Belgische postzegel uit 1973.

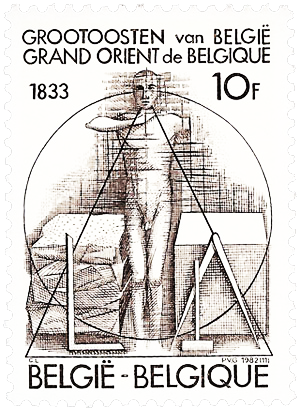
Belgische postzegel uit 1982.

Het aantal onderwerpen van de postzegels werd fors uitgebreid na de oorlog. De koninklijke beeltenis en het staatswapen vormden vanaf dan een minderheid in het aantal onderwerpen. De koninklijke beeltenis bleef tot op de dag van vandaag wel behouden. Het staatswapen daarentegen verdween geleidelijk aan uit de moderne uitgaves. Aan het einde van de jaren 1950 deden bovendien de meerkleurige postzegels hun intrede. Het uitbreiden van de onderwerpen bracht met zich mee dat meerdere facetten van de Belgische cultuur en geschiedenis hun plaats kregen op postzegels. Om maar enkele voorbeelden te noemen: de Gentse Floraliën, de dag van de postzegel, de 125e verjaardag van de intrede van Leopold I in België, de Onafhankelijkheid van Congo in 1960, de eerste maanlanding in 1969, toeristische uitgaves, de Zoo van Antwerpen, Belgische letterkundigen, geschiedkundige figuren en andere prominenten. Sinds 1967 geeft men op het einde van het jaar kerstzegels uit. Deze worden vaak gebruikt bij het versturen van kerstkaarten.
In 1969 voerde het postbedrijf de postcodes in. Zowat de helft van de Belgische postcodes werd in 1990 gewijzigd.
Vanaf 1971 kent België de belasting over de toegevoegde waarde (btw) in. In artikel 44, 12° van het Wetboek van de belasting over de toegevoegde waarde is evenwel bepaald dat er een vrijstelling is van de btw voor de leveringen, tegen de nominale waarde, van postzegels die frankeerwaarde hebben in het binnenland, alsook de leveringen van fiscale zegels en andere soortgelijke zegels.
De langlopende postzegels met de koninklijke beeltenis van koning Boudewijn van België behoren tot de meest iconische uit het geheel van Belgische postzegels. Het gaat om de types Marchand (vanaf 1953) en later Elstrøm (vanaf 1970), genoemd naar de respectievelijke ontwerpers Robert Marchard en Harry Elstrøm. In de jaren 1980 en jaren 1990 volgden de types Velghe (vanaf 1983) en Olyff (vanaf 1992).
Postzegels van het type Elstrøm verschenen voor het eerst in 1970, naar aanleiding van de veertigste verjaardag van koning Boudewijn. De eerste uitgifte van dit type, een coupure van 3,50 frank, verwijst hier overigens expliciet naar, door de vermelding van de jaartallen 1930-1970 op deze postzegel. Van dit type werden ook postzegels voor militairen en dienstzegels.
In deze periode ontstond ook het gebruik om gemeenschappelijke postzegelemissies te lanceren. Hierbij geven twee of meerdere landen dezelfde of alleszins sterk gelijke postzegels uit, uiteraard over hetzelfde thema. Gemeenschappelijke uitgaven gebeuren zowel in het kader van een internationaal statenverband als ad-hoc. Deze laatste categorie komt echter vooral voor in de meer moderne periode.
In Europees verband verschijnen sinds 1956 de Europazegels. Hier neemt België sinds het begin in 1956 aan deel. Tussen 1960 en 1992 werden de Europazegels uitgegeven onder controle van de CEPT (Conférence européenne des administrations des postes et télécommunications), waar België tevens lid van is.
In Benelux-verband verschenen bijvoorbeeld volgende gemeenschappelijke uitgaves:
- In 1964, 1969 en 1974 ter gelegenheid van verjaardagen van de Benelux-douane-unie, ontstaan in 1944;
- In 1959 een postzegel in verband met de NAVO;
- In 1989 een postzegel in verband met de 150ste verjaardag van de splitsing van Limburg door het Verdrag der XXIV Artikelen in 1839 (enkel België en Nederland);
- In 2000 een postzegel in verband met het Europees kampioenschap voetbal voor mannen van 2000 (enkel België en Nederland);
- In 2007 twee postzegels in verband met Luxemburg als culturele hoofdstad van Europa (enkel België en Luxemburg).

Naast uitgiftes bij deze internationale statenverbanden had België ook ad-hoc-uitgiftes met onder andere Zaïre (1986), Marokko (2001), China (2001), Kroatië (2002), Rusland (2003), Italië (2003), Roemenië (2004), Turkije (2005), Denemarken (2006), Tsjechië (2007), Nieuw-Zeeland (2008) enz.

### 21e eeuw
Sinds de jaren 1990 geeft de postoverheid meer en meer postzegelboekjes uit, meestal met tien zelfklevende postzegels over een bepaald onderwerp. Bekende voorbeelden van onderwerpen zijn bloemen en striphelden zoals Kuifje en de Smurfen.

#### De euro
De laatste Belgische postzegels waarvan de frankeerwaarde enkel was uitgedrukt in Belgische frank werden uitgegeven op 30 september 1999. Op alle postzegels uitgegeven tussen 1 oktober 1999 en 1 januari 2002 werd de frankeerwaarde vervolgens uitgedrukt in zowel Belgische frank als in euro. Ook in andere Europese landen werd de frankeerwaarde overigens tijdelijk in twee munteenheden weergegeven.
Een eerste vernieuwing vanaf 2002 was dat de frankeerwaarde van de Belgische postzegels voortaan enkel werd uitgedrukt in euro. Postzegels met een frankeerwaarde uitgedrukt in Belgische frank die zijn uitgegeven na het huwelijk van koning Boudewijn en koningin Fabiola op 15 december 1960, zijn tot op heden geldig. Men dient hiervoor het equivalent van de prijs van een postzegel in Belgische frank om te rekenen.

#### Prior-zegels
Een tweede vernieuwing in 2002 was het invoeren van prior-postzegels. Deze waren in omloop tussen december 2002 en 1 augustus 2007. Deze hadden een rode rand of een aanhangsel met het prior-embleem voor binnenlandse zendingen, of een blauwe rand voor buitenlandse zendingen. Priorzendingen werden na één dag geleverd, non-priorzendingen na twee of drie dagen. Priorzendingen waren evenwel duurder. Aanvankelijk beschouwde De Post de priorzegel als een succes: ongeveer de helft van de zendingen waren priorzendingen. In het voorjaar van 2007 besliste De Post om vanaf 1 augustus van dat jaar opnieuw over te gaan tot één soort postzegel voor binnenlandse zendingen. Voortaan werden alle zendingen als prioritair beschouwd en dus de volgende dag geleverd. De facto verdween dus de non-priorzegel, al verdwenen ook de prior-opschriften en het prior-logo van de postzegels. Internationale priorzendingen bleven wel bestaan.

#### Numeriek frankeringssysteem

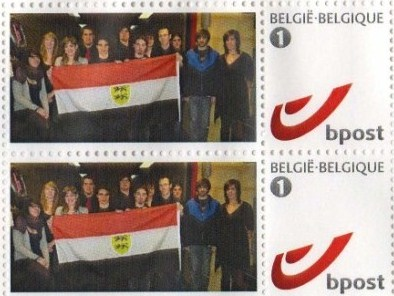
Belgische MyStamp-postzegels met een frankeerwaarde van de eenheid ①.

In 2007 schakelde men over van een monetair frankeringssysteem (met op dat moment € 0,52 als prijs voor een gestandaardiseerde binnenlandse zending) naar een numeriek frankeringssysteem, ingedeeld volgens de cijfers ①, ②, ③, ⑤ en ⑦. Het voordeel van dit nieuwe systeem was dat een postzegel zijn waarde behoudt bij tariefverhogingen. In het verleden zorgden tariefverhogingen er immers voor dat men twee postzegels diende te kleven: één zegel met een frankeerwaarde van voor de tariefverhoging en één zegel met zeer geringe waarde om het deficit tussen de verschillende tarieven te compenseren. Postzegels met een monetaire frankeerwaarde, bleven ook geldig na het invoeren van het numeriek frankeringssysteem. Overigens bestonden er voor 2007 reeds postzegels waarvan het gebruik niet door tariefverhogingen werd gehinderd: geregeld gaf men immers postzegels uit zonder enige vermelding van de frankeerwaarde.
Het numeriek frankeringssysteem werd ook ingevoerd voor internationale zendingen. Men maakt een onderscheid tussen de zone 'Europa' en de zone 'Rest van de wereld'. Onder 'Europa' verstaat men volgende landen en gebieden: Albanië, Andorra, de Azoren, Bosnië-Herzegovina, Bulgarije, de Canarische Eilanden, Ceuta, Cyprus, Denemarken, Duitsland, Estland, de Faeröereilanden, Finland, Frankrijk, Georgië, Gibraltar, Griekenland, Groenland, Groot-Brittannië, Guernsey, Hongarije, Ierland, IJsland, Italië, Jersey, Kroatië, Letland, Liechtenstein, Litouwen, het Groothertogdom Luxemburg, Macedonië, Madera, Malta, Man, Melilla, Moldavië, Monaco, Montenegro, Nederland, Noorwegen, Oekraïne, Oostenrijk, Polen, Portugal, Roemenië, Rusland, San Marino, Servië, Slovakije, Slovenië, Spanje, de Tsjechische Republiek, Turkije, Vaticaanstad, Wit-Rusland, Zweden en Zwitserland. De overige landen in de wereld vallen logischerwijze in de zone 'Rest van de wereld'. Postzegels voor zendingen binnen Europa hebben het Engelstalige opschrift EUROPE. Bij deze zegels heeft het cijfer dat de frankeerwaarde aangeeft de Europese vlag als achtergrond. Voor zendingen buiten Europa is het opschrift het eveneens Engelstalige woord WORLD. De achtergrond van de frankeerwaarde is een wereldkaart.
Het nieuwe systeem bracht met zich mee dat het aankopen van grote hoeveelheden postzegels op termijn een lucratieve investering blijkt, gezien de bijna jaarlijkse tariefverhogingen. Sinds 1 maart 2018 is de prijs van een gewone binnenlandse zending immers € 0,84.

#### Technische nieuwigheden

Logo van bpost sinds 2010.

In 2010 veranderde De Post haar naam in bpost.
Op 25 maart 2013 bracht bpost een postzegel uit die smaakt en ruikt naar chocolade. Deze postzegeluitgave was een wereldprimeur. Op de gomlaag van de postzegel werd een laagje olie aangebracht met chocoladesmaak. Deze postzegeluitgave kende een oplage van 107.600 blaadjes van 5 stuks. Ze werden vanaf 6 februari 2015 gedrukt in de Zegeldrukkerij van Mechelen.
Voor de 100ste verjaardag van het Koninklijk Meteorologisch Instituut van België (KMI) in Ukkel bracht bpost warmtegevoelige postzegels uit. Deze veranderen van kleur bij temperatuurwijzigingen.
In 2014 vestigde bpost een wereldrecord bij de uitgave van een postzegel naar aanleiding van de Internationale Vrouwendag. Met 606 leesbare woorden op de postzegel vestigde bpost het wereldrecord van meeste woorden op een postzegel. Dit wereldrecord werd door het Guinness Book of Records erkend. De tekst op de postzegel is geciteerd uit het Verdrag inzake de uitbanning van alle vormen van discriminatie van vrouwen uit 1979.

#### Opnieuw prior-zegels
In de 21e eeuw daalt het aantal brieven dat verstuurd wordt jaar na jaar. Hiertoe liet bpost in mei 2018 weten dat het, om rendabel te blijven, opnieuw een prijsdifferentiatie overwoog op basis van de leveringsdag, zoals dat het geval was ten tijde van de prior-zegels tussen 2002 en 2007. Brieven die de volgende dag moeten geleverd worden, zouden duurder worden dan minder dringende brieven, die pas na twee of drie dagen hoeven geleverd te worden. Alzo werden op 1 januari 2019 opnieuw prior-zegels ingevoerd, waarbij zendingen met prior-zegels de volgende dag worden bezorgd en zendingen met non-priorzegels maximaal drie dagen later.

#### Minder postbussen
Tevens onderzocht bpost in het voorjaar van 2018 of het het aantal rode brievenbussen kon verminderen en of postbedeling om de twee dagen een mogelijkheid is. Bpost liet aanvankelijk verstaan dat deze plannen niet concreet zijn en het veeleer om een toekomstvisie gaat. Eind 2018 maakte bpost evenwel bekend dat ze het aantal rode brievenbussen in België zou terugschroeven van 13.000 naar 10.000. Een op de vier brievenbussen verdween hierdoor.

## Taalgebruik op de Belgische postzegels

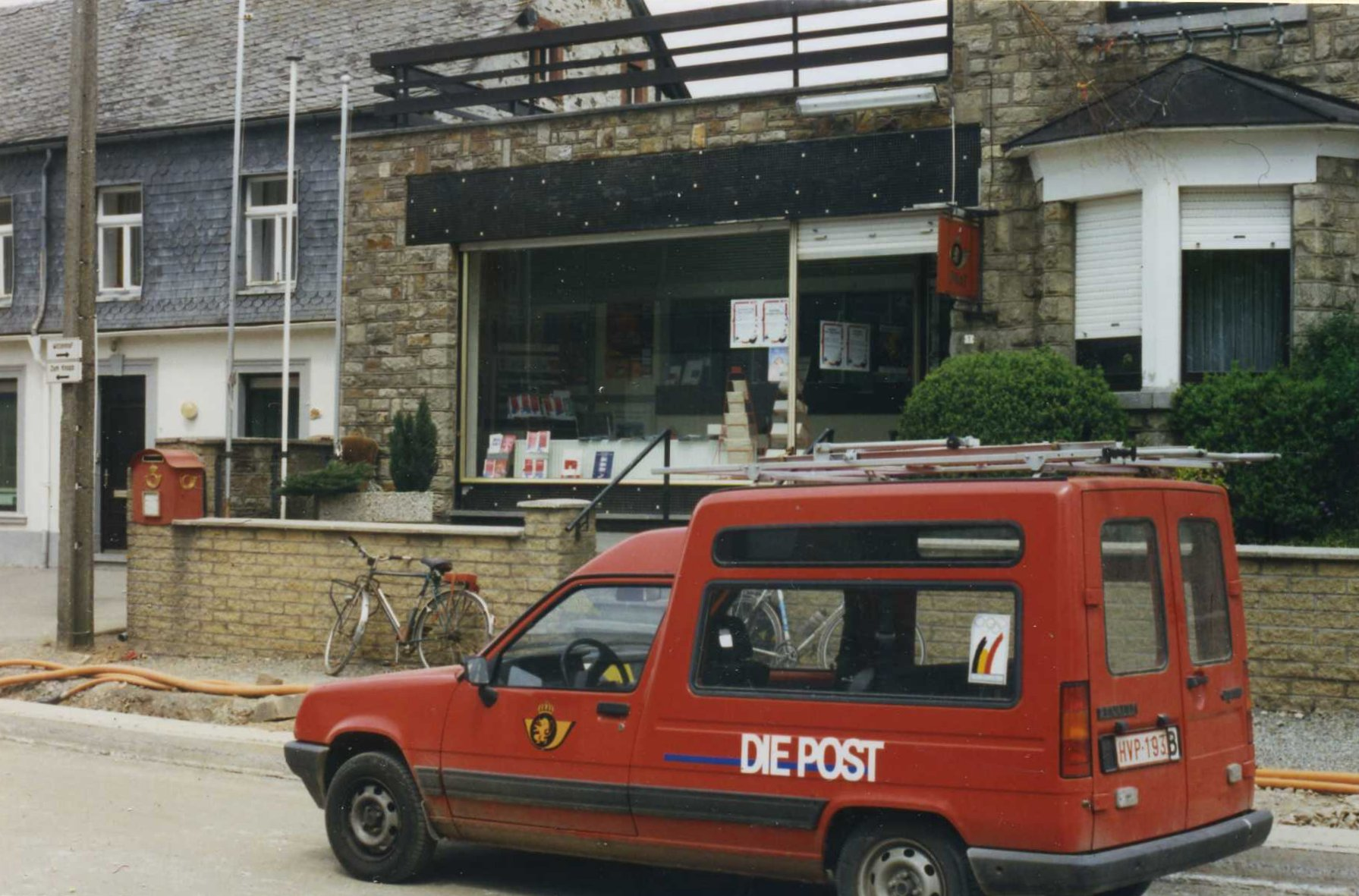
Bestelwagen van De Post met Duitstalige opschriften. Sankt-Vith, mei 1995.

De talen die gangbaar zijn op de postzegels zijn Frans (sinds 1849), Nederlands (sinds 1891) en Duits (sporadisch sinds 1978). In de regel hebben Belgische postzegels een tweetalig opschrift BELGIË/BELGIQUE. Bij de uitgaves streeft men er vandaag de dag naar om beide woorden zo veel mogelijk alternerend te gebruiken: de ene keer België eerst of bovenaan, de andere keer Belgique. Het Duitstalig opschrift BELGIEN komt slechts uitzonderlijk voor, bijvoorbeeld als het onderwerp zich in Oost-België bevindt.
Voor internationale zendingen worden de opschriften bovendien de Engelstalige opschriften EUROPE en WORLD gebruikt.

## Personen op de Belgische postzegels
Vooral na de Tweede Wereldoorlog verschenen postzegels gewijd aan bekende figuren uit de Belgische cultuur en geschiedenis. De personen die het meest terug te vinden zijn op de Belgische postzegels zijn de zeven koningen der Belgen.

## Regelgeving omtrent Belgische postzegels
Artikel 16, §4, 4° van de wet van 26 januari 2018 betreffende de postdiensten kent aan de Koning de bevoegdheid toe om bij koninklijk besluit de regels vast te leggen inzake frankering, de verkoop van postzegels en andere postwaarden. Zulk besluit kon slechts worden genomen na overleg in de Ministerraad.
Hieruit ontstond in eerste instantie het koninklijk besluit van 24 april 2014 houdende reglementering van de postdienst (KB Postdienst 2014). Dit koninklijk besluit bepaalde dat alle postzegels, uitgegeven na 2 oktober 1961, onbeperkt geldig waren. Oudere postzegels waren nog geldig voor zover ze niet ongeldig werden verklaard (art. 28 KB Postdienst 2014). In de feiten kwam dit neer op de onbeperkte geldigheid van alle postzegels die werden uitgegeven na het huwelijk van koning Boudewijn en koningin Fabiola op 15 december 1960.
De regelgeving werd hervormd bij koninklijk besluit van 14 maart 2022 betreffende de postdiensten (KB Postdiensten 2022). Postzegels die in Belgische frank zijn uitgedrukt, zullen niet meer geldig zijn vanaf 1 januari 2028. De postzegels die in euro zijn uitgedrukt, zijn daarentegen geldig voor een onbepaalde duur (art. 51, §2 KB Postdiensten 2022). De postzegels worden niet terugbetaald of ingeruild (art. 51, §3 KB Postdiensten 2022).
Het KB van 2014 bepaalde dat postzegels te koop moesten worden aangeboden in alle postkantoren, posthaltes en postwinkels (art. 29 KB Postdient 2014). Bovendien konden burgers postzegels kopen van hun postbode, met een maximum van tien stuks (art. 39 KB Postdient 2014). De mogelijkheid om postzegels te kopen van de postbode was ingevoerd om de sociale rol van de postbode te bestendigen. Het KB van 2022 bepaalt in dit verband enkel nog dat de postzegels worden verkocht in alle postale-servicepunten (art. 52 KB Postdiensten 2022).

## Tarieven

### Evolutie
Als gevolg van de inflatie en de permanente daling van het aantal verstuurde brieven verhoogt bpost regelmatig de tarieven van de postzegels. De prijsdifferentiatie tussen priorzegels en non-priorzegels werd op 1 augustus 2007 afgeschaft. Sindsdien werd iedere zending prioritair behandeld en de volgende dag geleverd. Op 1 januari 2010 voerde bpost een nieuwe prijsdifferentiatie in, naargelang het aantal postzegels die men aankoopt. Het postbedrijf wilde daarmee de aankoop van meerdere postzegels tegelijkertijd promoten. De verkoop van postzegels per stuk bleek immers verlieslatend. Voor binnenlandse zendingen daalt de prijs per stuk bij aankoop van minstens tien postzegels. Voor Europese en internationale postzegels is dit minimumaantal vastgelegd op vijf zegels. Sinds 2019 geldt er opnieuw een prijsdifferentiatie tussen priorzegels en non-priorzegels.
In maart 2017 verbood het Belgisch Instituut voor Postdiensten en Telecommunicatie (BIPT), de regulator van de Belgische postmarkt, bpost om een tariefverhoging door te voeren. Met de voorgestelde tariefverhoging zou bpost immers een te excessieve winst maken van meer dan 15%. Het postbedrijf vocht dit verbod juridisch aan. Het Marktenhof oordeelde echter dat de beslissing van het BIPT terecht was. Een eerstvolgende tariefverhoging kwam er vervolgens op 1 maart 2018.
Tussen 2004 en 2019 is de prijs van een postzegel verdubbeld, van een halve naar een volledige euro. Tussen 2019 en 2023 volgde opnieuw een verdubbeling, tot boven twee euro per stuk.
| België (binnenland)                  | België (binnenland) | België (binnenland) | België (binnenland) | België (binnenland) | België (binnenland)                     | België (binnenland)                     | België (binnenland) | België (binnenland) |
| Periode                              | Prijs per stuk      | Prijs per stuk      | Verschil            | Verschil            | Prijs per stuk (vanaf aankoop 10 stuks) | Prijs per stuk (vanaf aankoop 10 stuks) | Verschil            | Verschil            |
| Periode                              | Prior               | non-Prior           | Prior               | non-Prior           | Prior                                   | non-Prior                               | Prior               | non-Prior           |
| ------------------------------------ | ------------------- | ------------------- | ------------------- | ------------------- | --------------------------------------- | --------------------------------------- | ------------------- | ------------------- |
| tot 2 mei 2004                       | € 0,49              | € 0,41              |                     |                     |                                         |                                         |                     |                     |
| 3 mei 2004 tot 31 januari 2006       | € 0,50              | € 0,44              | + 1 cent            | + 3 cent            |                                         |                                         |                     |                     |
| 1 februari 2006 tot 3 februari 2008  | € 0,52              | € 0,46              | + 2 cent            | + 2 cent            |                                         |                                         |                     |                     |
| 4 februari 2008 tot 31 december 2008 | € 0,54              | € 0,54              | + 2 cent            | + 2 cent            |                                         |                                         |                     |                     |
| 1 januari 2009 tot 31 december 2009  | € 0,59              | € 0,59              | + 5 cent            | + 5 cent            |                                         |                                         |                     |                     |
| 1 januari 2010 tot 31 december 2010  | € 0,69              | € 0,69              | + 10 cent           | + 10 cent           | € 0,59                                  | € 0,59                                  |                     |                     |
| 1 januari 2011 tot 31 december 2011  | € 0,71              | € 0,71              | + 2 cent            | + 2 cent            | € 0,61                                  | € 0,61                                  | + 2 cent            | + 2 cent            |
| 1 januari 2012 tot 31 december 2013  | € 0,75              | € 0,75              | + 4 cent            | + 4 cent            | € 0,65                                  | € 0,65                                  | + 4 cent            | + 4 cent            |
| 1 januari 2013 tot 31 december 2013  | € 0,77              | € 0,77              | + 2 cent            | + 2 cent            | € 0,67                                  | € 0,67                                  | + 2 cent            | + 2 cent            |
| 1 januari 2014 tot 31 december 2014  | € 0,77              | € 0,77              | + 0 cent            | + 0 cent            | € 0,70                                  | € 0,70                                  | + 3 cent            | + 3 cent            |
| 1 januari 2015 tot 31 december 2015  | € 0,77              | € 0,77              | + 0 cent            | + 0 cent            | € 0,72                                  | € 0,72                                  | + 2 cent            | + 2 cent            |
| 1 januari 2016 tot 28 februari 2018  | € 0,79              | € 0,79              | + 2 cent            | + 2 cent            | € 0,74                                  | € 0,74                                  | + 2 cent            | + 2 cent            |
| 1 maart 2018 tot 31 december 2018    | € 0,87              | € 0,87              | + 8 cent            | + 8 cent            | € 0,84                                  | € 0,84                                  | + 10 cent           | + 10 cent           |
| 1 januari 2019 tot 31 december 2019  | € 1,00              | € 0,95              | + 13 cent           | + 8 cent            | € 0,97                                  | € 0,92                                  | + 13 cent           | + 8 cent            |
| sinds 1 januari 2020                 | € 1,21              | € 1,01              | + 21 cent           | + 6 cent            | € 1,18                                  | € 0,98                                  | + 21 cent           | + 6 cent            |
| sinds 1 januari 2021                 | € 1,60              | € 1,10              | + 39 cent           | + 9 cent            | € 1,57                                  | € 1,10                                  | + 39 cent           | + 12 cent           |
| sinds 1 januari 2022                 | € 1,89              | € 1,19              | + 29 cent           | + 9 cent            | € 1,86                                  | € 1,16                                  | + 29 cent           | + 6 cent            |
| vanaf 1 januari 2023                 | € 2,17              | € 1,39              | + 28 cent           | + 20 cent           | € 2,14                                  | € 1,36                                  | + 28 cent           | + 20 cent           |
| Europa                               |                     |                     |                     |                     |                                         |                                         |                     |                     |
| Periode                              | Prijs per stuk      | Prijs per stuk      | Verschil            | Verschil            | Prijs per stuk (vanaf aankoop 5 stuks)  | Prijs per stuk (vanaf aankoop 5 stuks)  | Verschil            | Verschil            |
| 1 januari 2010 tot 31 december 2010  | € 1,00              | € 1,00              |                     |                     | € 0,90                                  | € 0,90                                  |                     |                     |
| 1 januari 2011 tot 31 december 2011  | € 1,03              | € 1,03              | + 3 cent            | + 3 cent            | € 0,93                                  | € 0,93                                  | + 3 cent            | + 3 cent            |
| 1 januari 2012 tot 31 december 2012  | € 1,09              | € 1,09              | + 6 cent            | + 6 cent            | € 0,99                                  | € 0,99                                  | + 6 cent            | + 6 cent            |
| 1 januari 2013 tot 31 december 2013  | € 1,13              | € 1,13              | + 4 cent            | + 4 cent            | € 1,03                                  | € 1,03                                  | + 4 cent            | + 4 cent            |
| 1 januari 2014 tot 31 december 2014  | € 1,17              | € 1,17              | + 4 cent            | + 4 cent            | € 1,07                                  | € 1,07                                  | + 4 cent            | + 4 cent            |
| 1 januari 2015 tot 31 december 2015  | € 1,20              | € 1,20              | + 3 cent            | + 3 cent            | € 1,10                                  | € 1,10                                  | + 3 cent            | + 3 cent            |
| 1 januari 2016 tot 28 februari 2018  | € 1,23              | € 1,23              | + 3 cent            | + 3 cent            | € 1,13                                  | € 1,13                                  | + 3 cent            | + 3 cent            |
| 1 maart 2018 tot 31 december 2018    | € 1,36              | € 1,36              | + 13 cent           | + 13 cent           | € 1,30                                  | € 1,30                                  | + 17 cent           | + 17 cent           |
| 1 januari 2019 tot 31 december 2019  | € 1,46              | € 1,46              | + 10 cent           | + 10 cent           | € 1,40                                  | € 1,40                                  | + 10 cent           | + 10 cent           |
| sinds 1 januari 2020                 | € 1,61              | € 1,61              | + 15 cent           | + 15 cent           | € 1,55                                  | € 1,55                                  | + 15 cent           | + 15 cent           |
| Wereld                               |                     |                     |                     |                     |                                         |                                         |                     |                     |
| Periode                              | Prijs per stuk      | Prijs per stuk      | Verschil            | Verschil            | Prijs per stuk (vanaf aankoop 5 stuks)  | Prijs per stuk (vanaf aankoop 5 stuks)  | Verschil            | Verschil            |
| 1 januari 2010 tot 31 december 2010  | € 1,15              | € 1,15              |                     |                     | € 1,05                                  | € 1,05                                  |                     |                     |
| 1 januari 2011 tot 31 december 2011  | € 1,20              | € 1,20              | + 5 cent            | + 5 cent            | € 1,10                                  | € 1,10                                  | + 5 cent            | + 5 cent            |
| 1 januari 2012 tot 31 december 2012  | € 1,29              | € 1,29              | + 9 cent            | + 9 cent            | € 1,19                                  | € 1,19                                  | + 9 cent            | + 9 cent            |
| 1 januari 2013 tot 31 december 2013  | € 1,34              | € 1,34              | + 5 cent            | + 5 cent            | € 1,24                                  | € 1,24                                  | + 5 cent            | + 5 cent            |
| 1 januari 2014 tot 31 december 2014  | € 1,39              | € 1,39              | + 5 cent            | + 5 cent            | € 1,29                                  | € 1,29                                  | + 5 cent            | + 5 cent            |
| 1 januari 2015 tot 31 december 2015  | € 1,42              | € 1,42              | + 3 cent            | + 3 cent            | € 1,32                                  | € 1,32                                  | + 3 cent            | + 3 cent            |
| 1 januari 2016 tot 28 februari 2018  | € 1,45              | € 1,45              | + 3 cent            | + 3 cent            | € 1,35                                  | € 1,35                                  | + 3 cent            | + 3 cent            |
| 1 maart 2018 tot 31 december 2018    | € 1,58              | € 1,58              | + 13 cent           | + 13 cent           | € 1,52                                  | € 1,52                                  | + 17 cent           | + 17 cent           |
| 1 januari 2019 tot 31 december 2019  | € 1,68              | € 1,68              | + 10 cent           | + 10 cent           | € 1,62                                  | € 1,62                                  | + 10 cent           | + 10 cent           |
| sinds 1 januari 2020                 | € 1,83              | € 1,83              | + 15 cent           | + 15 cent           | € 1,77                                  | € 1,77                                  | + 15 cent           | + 15 cent           |

### Portvrije zendingen
In België is het voor wat betreft binnenlandse zendingen naar bepaalde instanties niet nodig om de brieven te frankeren. In deze gevallen is een postzegel kleven dus niet nodig. Een lijst van zulke instanties is vastgelegd in artikel 70, eerste lid van het koninklijk besluit van 14 maart 2022 betreffende de postdiensten (KB Postdiensten 2022). Concreet gaat het om:
- zendingen aan en door de Koning der Belgen, de Koninklijke Familie en de diensten van het Hof;
- zendingen die portvrij zijn vanwege een internationale overeenkomst;
- zendingen  verzonden in uitvoering van de kieswetten,[noot 9] zoals de kiesbrieven;
- zendingen door de federale ombudsmannen en -vrouwen;
- zendingen door de voorzitters, de leden en de griffiers van de vaste comités, alsook van de directeur-generaal van de dienst Enquêtes P en van het hoofd van de dienst Enquêtes I;
- zendingen in blindenschrift;
- en zendingen aan Sinterklaas.[46][noot 10]

Bovendien genieten parlementsleden van portvrijdom voor wat betreft zendingen aan openbare diensten. Dit recht komt toe aan de leden van de Kamer van volksvertegenwoordigers, van de Senaat, van het Parlement van de Franse Gemeenschap, van het Waals Parlement, van het Vlaams Parlement, van het Parlement van de Duitstalige Gemeenschap, van het Brussels Hoofdstedelijk Parlement en van de drie Gemeenschapscommissies in Brussel, namelijk de Franse Gemeenschapscommissie, de Vlaamse Gemeenschapscommissie en de Gemeenschappelijke Gemeenschapscommissie. Tevens is er portvrijdom voor alle zendingen uitgaande van de voorzitters, ondervoorzitters, quaestoren, secretarissen en diensten van deze parlementaire vergaderingen (art. 70, eerste lid, 2° en 3° KB Postdiensten 2022).
Voor wat betreft buitenlandse zendingen is er enkel portvrijdom voor zendingen die portvrij zijn vanwege een internationale overeenkomst en voor de zendingen in blindenschrift (art. 70, tweede lid KB Postdiensten 2022).

### Administratieve zendingen
Administratieve zendingen uitgaande van bepaalde overheidsdiensten mag ongefrankeerd verzonden worden. Deze zendingen dragen het opschrift U.V. (uitgestelde vergoeding) en worden bezorgd op hun kosten. De overheidsdiensten die van dit regime gebruik mogen maken zijn de Raad van State, het Rekenhof, de Vaste Commissie voor Taaltoezicht, de ministeriële departementen op federaal, gewestelijk en gemeenschapsniveau, de gewestelijke economische raden, de provincies en de instellingen van openbaar nut (art. 73 en 74 KB Postdiensten 2022).
Andere overheidsdiensten, zoals de gemeentes, de intercommunales en de Openbare Centra voor Maatschappelijk Welzijn, dienen hun zendingen wel gewoon te frankeren en genieten geen speciaal postregime (art. 75 KB Postdiensten 2022).
Onder het KB van 2014 gold dat brieven verstuurd door Belgische militairen die in vredestijd gestationeerd waren buiten het Rijk (dus buiten België) mochten worden verzonden zonder frankering, mits een forfaitaire vergoeding (art. 60 KB Postdienst 2014). Deze zendingen droegen de melding "MD" of "SM". Het ministerie van Defensie vergoedde deze zendingen aan bpost (art. 61 KB Postdienst 2014). In het KB van 2022 is deze regeling afgeschaft.

### Verkiezingsdrukwerken
Het KB Postdiensten 2022 bepaalt dat bpost verplicht is de bezorging te verzekeren van verkiezingsdrukwerken tegen een tarief dat beperkt is tot 50 percent van het standaardtarief (art. 64, §1, eerste lid KB Postdiensten 2022). Onder verkiezingsdrukwerken verstaat men zendingen die uitsluitend propaganda bevatten voor de parlements- of provincieraadsverkiezingen, de verkiezingen voor de gemeenschaps- en gewestelijke instellingen, voor de agglomeratie- of voor de gemeenteraadsverkiezingen alsook voor de verkiezingen van het Europees parlement (art. 64, §1, tweede lid KB Postdiensten 2022). Hierbij maakt het niet uit of het verkiezingsdrukwerk geadresseerd of niet-geadresseerd is.
Voor de verkiezingen van de Kamer van volksvertegenwoordigers kan men slechts van dit voordeliger tarief gebruik maken in de periode vanaf de ontbinding van de Kamer van volksvertegenwoordigers en de Senaat tot aan de vrijdag voor de dag van de verkiezingen (art. 64, §2, eerste lid KB Postdiensten 2022). Voor de overige verkiezingen geldt de periode tussen de veertigste dag voor de verkiezingsdag en de vrijdag voor de verkiezingsdag (art. 64, §2, tweede lid KB Postdiensten 2022). Verkiezingsdrukwerken moeten het opschrift "Verkiezingsdrukwerk" dragen.

## Namaking
Het Belgische Strafwetboek (Sw.) van 8 juni 1867 bevat enkele strafbaarstellingen in verband met het namaken van postzegels. Het namaken van zowel Belgische als internationale postzegels wordt gestraft met een gevangenisstraf van twee maanden tot drie jaar en de ontzetting uit de burgerlijke en politieke rechten (art. 188, eerste lid Sw.). Dezelfde straffen gelden voor personen die nagemaakte postzegels te koop stellen of in omloop brengen (art. 188, eerste lid Sw.). Poging tot namaking wordt gestraft met een gevangenisstraf van een maand tot een jaar (art. 188, tweede lid Sw.). Op het aankopen van nagemaakte postzegels staat een lichtere straf dan op het verkopen ervan: een gevangenisstraf van acht dagen tot een maand (art. 189 Sw.).
De rechter kan bovenop deze gevangenisstraffen steeds een geldboete opleggen van 26 tot 300 euro (art. 214 Sw.). Op het verwijderen van de afstempeling van een postzegel of het hergebruiken van zulke zegels staat geen gevangenisstraf maar enkel een geldboete van 26 tot 300 euro (art. 190 Sw.). Zulke boetes zijn bovendien te verhogen met de opdeciemen, wat sinds 1 januari 2017 een vermenigvuldiging inhoudt van maal acht.
Deze strafbaarstellingen zijn bovendien niet enkel van toepassing op postzegels, maar eveneens op andere vormen van frankering, zoals de adresbriefkaarten met een voorgedrukte postzegel of zendingen, gefrankeerd door een frankeermachine (art. 190bis Sw.).
Al deze misdrijven zijn wanbedrijven, waardoor ze in de regel worden berecht door de correctionele rechtbank in eerste aanleg en in hoger beroep door het hof van beroep.
Namaking van postzegels wordt aanzienlijk lichter gestraft dan bijvoorbeeld valsmunterij, dat wordt gestraft met opsluiting van vijf tot tien jaar (art. 160 Sw.), of het namaken van bankbiljetten, dat wordt gestraft met opsluiting van vijftien jaar tot twintig jaar (art. 170 Sw.).

## Filatelie in België
Naast Duitsland, Frankrijk, Nederland, Oostenrijk, Tsjechoslowakije en Zwitserland was België een van de stichtende landen van de in 1926 opgerichte Fédération Internationale de Philatélie (FIP). De FIP is de overkoepelende internationale organisatie voor de filatelie. De Belgische postzegelfederatie is de Koninklijke Landsbond van Belgische Postzegelkringen, die is aangesloten bij de FIP.
Sinds 1957 bestaat er een Officiële Belgische Postzegelcatalogus (OBP), uitgegeven door de Belgische Beroepskamer van Postzegelhandelaren. Sinds 2013 verschijnt de OBP op A4-formaat en in twee delen: een eerste deel met daarin de postzegels van België en een tweede deel met daarin de postzegels van de voormalige kolonies van België.
Ook is er Philanews, een tijdschrift voor postzegelverzamelaars, uitgegeven door bpost.

## Overige Belgische zegels

### Militaire zegels
Militairen genoten van een gereduceerd posttarief. Hiervoor werden tussen 1967 en 1975 dan ook speciale postzegels uitgebracht. Het ging om zegels van de types Marchand en later Elstrøm. Om het onderscheid met gewone postzegels te maken, zette men in de rechtse onderhoek van de militaire zegels de letter M in een liggende ovaal.
Onder gelding van het KB van 2014 konden militairen brieven verzenden mits een forfaitaire vergoeding (art. 60 KB Postdienst 2014).

### Spoorwegzegels

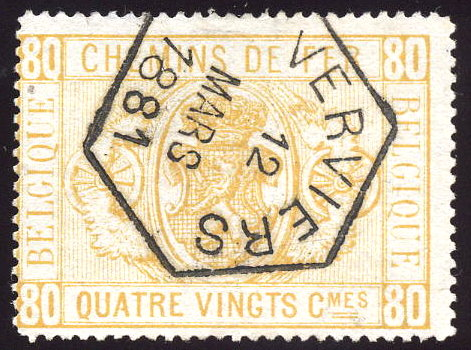
Spoorwegzegel uit 1881.

De eerste Belgische spoorwegzegels verschenen in 1879. Tot 1900 zouden ze een watermerk dragen. In de filatelie worden spoorwegzegels doorgaans niet als postzegels beschouwd, omdat ze worden uitgegeven door de spoorwegbedrijven en niet door de posterijen. De uitzondering hierop zijn de Belgische spoorwegzegels: deze konden ook in het gewoon briefverkeer worden gebruikt, ook al worden ze niet uitgegeven door de posterijen maar door de Nationale Maatschappij der Belgische Spoorwegen (NMBS).

Het embleem van de NMBS, dat in 1940 als controle-opdruk werd aangebracht op de voorraad spoorwegzegels met het oog op het ontwaarden van de gestolen zegels.

De Officiële Belgische Postzegelcatalogus (OBP) geeft een overzicht van de spoorwegzegels, wat eveneens uitzonderlijk is: de meeste catalogi nemen geen overzicht van spoorwegzegels op. Spoorwegzegels werden voornamelijk gebruikt voor het vervoeren van grotere postpakketten.
Tijdens de Achttiendaagse Veldtocht, van 10 tot 28 mei 1940, werd een grote hoeveelheid spoorwegzegels van het type Rijkswapen gestolen. Om de gestolen spoorwegzegels te ontwaarden, besloot men om de niet-gestolen zegelvoorraad te voorzien van een controle-opdruk. Als controle-opdruk werd het embleem van de NMBS gebruikt, dat in 1936 door Jean de Roy was ontworpen. Spoorwegzegels van dit type zonder de opdruk met het NMBS-embleem waren dan niet langer geldig. Op deze manier werden de gestolen spoorwegzegels geneutraliseerd. Het jaar nadien, in 1941, verschenen nieuwe uitgiftes van type Rijkswapen, zij het met andere kleuren, waardoor dit geen invloed had op de ongeldig verklaarde zegels.
In 1987 werden de spoorwegzegels afgeschaft. De NMBS bleef echter zegels uitgeven, die evenwel geen frankeerwaarde hebben. Deze zegels noemt men spoorwegvignetten.

### Telegraafzegels

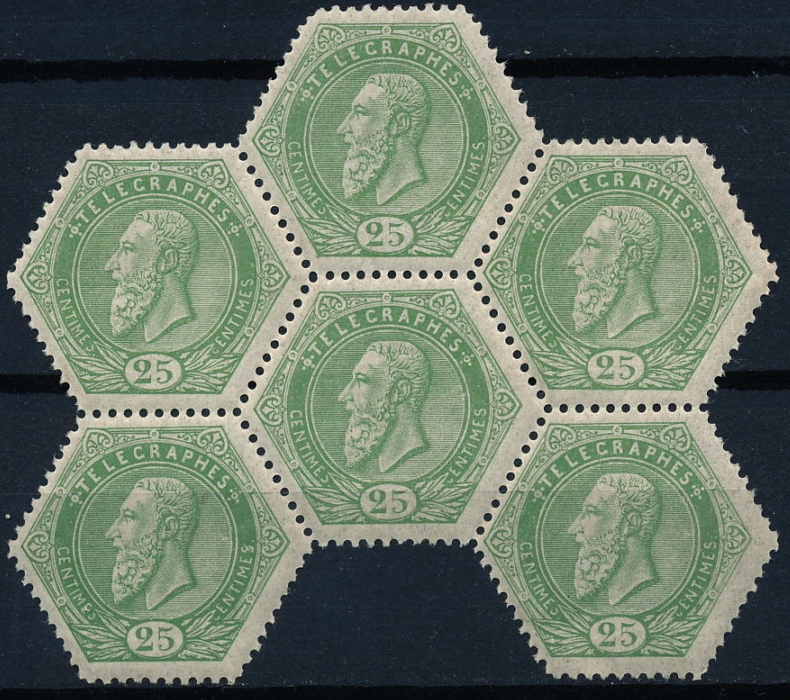
Telegraafzegels uit 1888.

Sinds januari 1866 verschenen in België telegraafzegels. Kenmerkend voor deze zegels was dat ze zeshoekig waren in plaats van rechthoekig. De eerste telegraafzegels droegen de beeltenis van koning Leopold I, ook al was die op het moment van de uitgifte reeds enkele weken overleden. Telegraafzegels werden uitsluitend in het Frans opgemaakt. Deze zegels werden tevens gedrukt in de zegeldrukkerij van Mechelen. Kenmerkend voor deze zegels is hun relatief hoge cataloguswaarde, zelfs voor gestempelde telegraafzegels.
In 1899 reeds verscheen de laatste uitgifte van telegraafzegels. Aan de frankeergeldigheid van alle telegraafzegels kwam een einde in 1911. Sinds 1911 werden ze dan ook niet meer gebruikt. Overigens werden de telegrafiediensten in België door Proximus stopgezet op 29 december 2017.

### Telefoonzegels

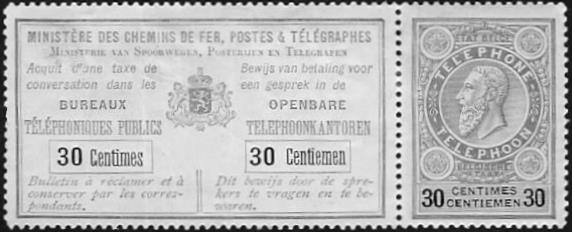
Telefoonzegel uit 1892.

In 1891 verschenen de eerste telefoonzegels. In tegenstelling tot de telegraafzegels, verschenen deze onmiddellijk in het Frans en het Nederlands. De telefoonzegels werden uitgegeven met aan de linkerkant een langwerpige aanhangende strook met onder andere volgende tekst: "Bewijs van betaling voor een gesprek in de OPENBARE TELEPHOONKANTOREN - Dit bewijs door de sprekers te vragen en te bewaren".

### Overige zegels
Verder verschenen er in België volgende speciale zegels: dienstzegels, dagbladzegels, luchtpostzegels, reisgoedzegels, rolzegels, dagbladzegels enz.

## Postzegels van de kolonies
België was een koloniale macht tussen 1908 en 1962. In Afrika waren Belgisch-Congo en Rwanda-Urundi twee Belgische kolonies. Voordien was de Belgische koning Leopold II sinds 1885 staatshoofd van de Onafhankelijke Congostaat. In deze gebieden werden gedurende de Belgische overheersing postzegels uitgegeven, die vandaag de dag eveneens worden opgenomen in de Officiële Belgische Postzegelcatalogus (OPB).

### Onafhankelijke Congostaat

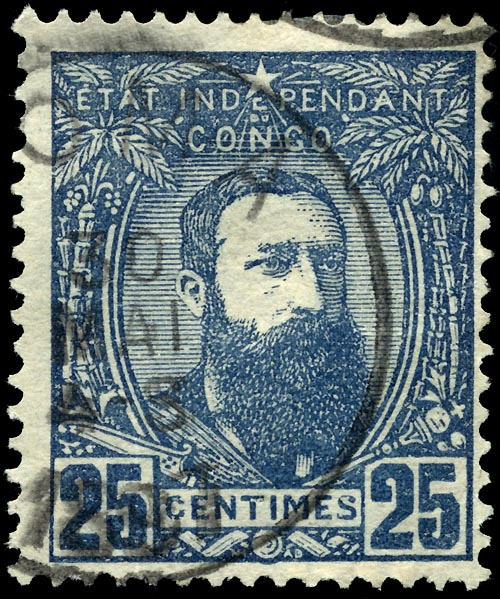
Postzegel van de Onafhankelijke Congostaat uit 1889 met de beeltenis van Soeverein Leopold II.

Van 1885 tot 1908 was de Onafhankelijke Congostaat in een personele unie verbonden met België door koning Leopold II, die naast Koning der Belgen ook Soeverein van de Onafhankelijke Congostaat was. Tussen 1886 en 1900 werden er in dit land postzegels uitgegeven. Deze droegen het Franstalige opschrift ÉTAT INDÉPENDANT DU CONGO, soms afgekort tot ÉTAT INDÉP. DU CONGO. In totaal zouden er over een periode van 14 jaar 29 verschillende postzegels worden uitgegeven. De beeltenis van Leopold II en Congolese landschappen vormden veelal de onderwerpen van deze zegels.
De postzegels werden uitgegeven door de Congolese Administration des postes, maar werden in België gedrukt, in de Zegeldrukkerij van Mechelen.
In 1986 werd een Belgische postzegel uitgegeven om de 100ste verjaardag van de eerste postzegelemissie in de Onafhankelijke Congostaat te herdenken. Het ontwerp was van de vorm postzegel op postzegel, waarbij een Congolese postzegel met de beeltenis van Leopold II staat afgebeeld te midden van een kaart van Congo. Deze herdenkingszegel was eveneens onderdeel van een gemeenschappelijke postzegelemissie met Zaïre. Van de Belgische versie verschenen er 2.700.000 exemplaren, van de Zaïrese versie 650.000 exemplaren.

### Belgisch-Congo

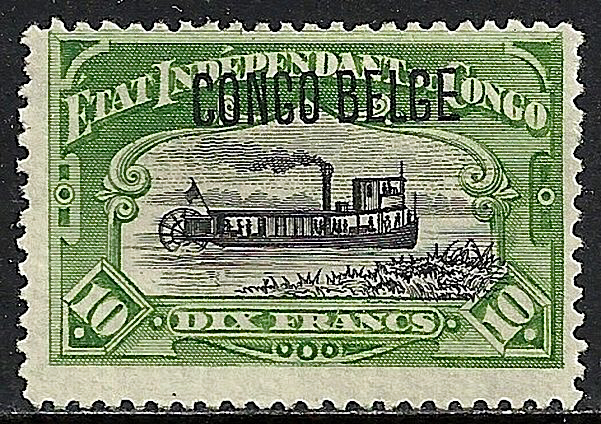
Postzegel van de Onafhankelijke Congostaat met de opdruk CONGO BELGE.

Na de overname van Congo door de Belgische Staat op 15 november 1908 zette de Belgische koloniale overheid de postdiensten verder. Aanvankelijk gebruikte men in Belgisch-Congo de postzegels van de Onafhankelijke Congostaat, zij het met de eentalige opdruk CONGO BELGE. In 1910 verschenen de eerste Congo-postzegels met een tweetalig opschrift. Vanaf 1935 hanteerde men hiertoe een handige mogelijkheid: het woord 'Congo' werd maar één keer geschreven. Met andere woorden was het opschrift in dat geval BELGISCH CONGO BELGE. In de beginjaren waren de thema's op de zegels vooral landschappen, dieren, de inlandse bevolking en Henry Morton Stanley. Net zoals in België kwam er na de Tweede Wereldoorlog een grotere variatie in de onderwerpen, ook met meerkleurige afbeeldingen. De laatste postzegelemissie van Belgisch Congo had als onderwerp de Olympische Spelen van 1960 in Rome en verscheen enkele weken voor de onafhankelijkheid.

### Ruanda-Urundi

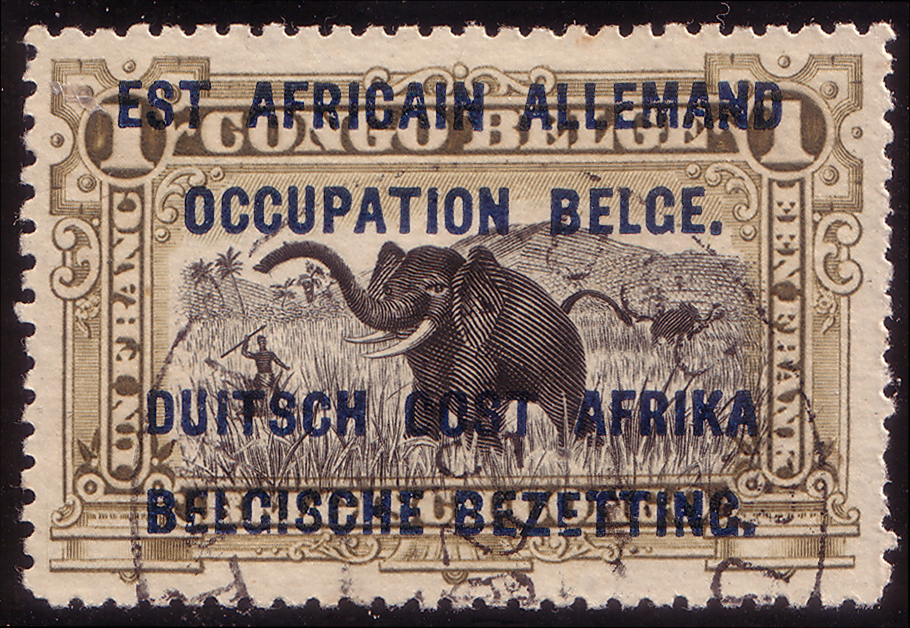
Postzegel van Belgisch-Congo met de opdruk van de Belgische bezetting van Duits-Oost-Afrika.

Na het uitbreken van de Eerste Wereldoorlog in België op 4 augustus 1914, werd er ook gestreden in de Afrikaanse kolonies. Onder leiding van Charles Tombeur wist de Force Publique uit Belgisch-Congo een deel van het naburige Duits-Oost-Afrika te veroveren. Vanaf 1916 verschenen er in deze bezette gebieden postzegels van Belgisch-Congo met een tweetalige opdruk: EST AFRICAIN ALLEMAND - OCCUPATION BELGE/DUITSCH OOST AFRIKA - BELGISCHE BEZETTING. Toen na de oorlog Ruanda-Urundi als mandaatgebied wordt toegekend aan België, werden Belgisch-Congolese postzegels uitgegeven met de opdruk RUANDA-URUNDI. De eerste 'eigen' postzegels van Ruanda-Urundi verschenen in 1931, al verschenen ook nadien geregeld nog Congolese zegels met een opdruk. De onderwerpen van de 'eigen' postzegels zijn zo goed als volledig gelijk aan die van Belgisch-Congo. De laatste koloniale postzegelemissie vond plaats eind 1961. Op 1 juli 1962 verwierven de aparte staten Rwanda en Burundi de onafhankelijkheid.